# Nam Sung-yong
Nam Sung-yong (Japón, 23 de noviembre de 1912-20 de febrero de 2001) fue un atleta coreano, especialista en la prueba de maratón en la que llegó a ser medallista de bronce olímpico en 1936.
Nació en Junten (Suncheon), en la Corea japonesa, y accedió a la educación superior en Japón. Al igual que el medallista Sohn Kee-chung, Nam Sung-yong empleó una adaptación japonesa de su nombre, Nan Shōryū al ser Corea parte del Imperio japonés.

## Carrera deportiva
En los JJ. OO. de Berlín 1936 ganó la medalla de bronce en la maratón, recorriendo los 42,195 km en un tiempo de 2:31:42 segundos, llegando a meta tras el también coreano-japonés Sohn Kee-chung y el británico Ernest Harper (plata).